# Cumbres de Yolotepec
Cumbres de Yolotepec är en ort i Mexiko.   Den ligger i kommunen Ayutla de los Libres och delstaten Guerrero, i den södra delen av landet, 270 km söder om huvudstaden Mexico City. Cumbres de Yolotepec ligger 1 263 meter över havet och antalet invånare är 148.
Terrängen runt Cumbres de Yolotepec är lite bergig. Runt Cumbres de Yolotepec är det ganska tätbefolkat, med 58 invånare per kvadratkilometer. Närmaste större samhälle är Ayutla de los Libres, 12,6 km väster om Cumbres de Yolotepec. I omgivningarna runt Cumbres de Yolotepec växer huvudsakligen savannskog.